# تاتسویا تابرا
تاتسویا تابرا (ژاپنی: 田平 起也؛ زادهٔ ۱۰ مهٔ ۲۰۰۱) یک بازیکن فوتبال اهل ژاپن است.
از باشگاه‌هایی که در آن بازی کرده‌است می‌توان به باشگاه فوتبال سرزو اوساکا اشاره کرد.